# Celulite orbitária
Celulite orbitária é uma doença infecciosa grave dos tecidos moles que rodeiam a órbita ocular. O quadro geralmente caracteriza-se pelo aparecimento súbito de febre, proptose, diminuição do movimento ocular bem como sinais inflamatórios evidentes das pálpebras. Ocorre muitas vezes após episódio de sinusite.
Devido ao risco de alastramento da infecção os doentes devem ser seguidos em regime de internamento hospitalar e ser medicados com antibióticos endovenosos. Uma das complicações mais temidas é a trombose do seio cavernoso e a meningite. Ocorre ainda por vezes a formação de abcesso, o qual necessita quase invariavelmente de drenagem cirúrgica.
O problema surge quando os tecidos próximos aos olhos são infetados. A infecção quase sempre acontece na superfície de um dos olhos e pode se agravar rapidamente, avançando através dos vasos sanguíneos desta região. Se não for tratada pode atingir áreas mais profundas. A Celulite Orbitária pode atingir crianças, jovens, adultos e também idosos.
Esta patologia é considerada uma emergência dermatológica.